# The Beta Band (álbum)
The Beta Band es el primer disco de The Beta Band, lanzado en 1999. El disco siguió al recopilatorio de los tres primeros Eps de la banda, The Three E.P.'s, aclamado por la crítica. Los propios componentes del grupo han renegado a medias de este disco, calificándolo como "horrible", pero sin embargo "diez veces mejor que cualquier otro disco de aquel año".

## Listado de canciones
1. "The Beta Band Rap" – 4:41
2. "It's Not Too Beautiful" – 8:29
3. "Simple Boy" – 2:18
4. "Round the Bend" – 4:56
5. "Dance O'er the Border" – 5:33
6. "Brokenupadingdong" – 4:46
7. "Number 15" – 6:49
8. "Smiling" – 8:35
9. "The Hard One" – 10:06
10. "The Cow's Wrong" – 5:49